# Chalus
Chalus – miejscowość i gmina we Francji, w regionie Owernia-Rodan-Alpy, w departamencie Puy-de-Dôme.
Według danych na rok 1990 gminę zamieszkiwało 156 osób, a gęstość zaludnienia wynosiła 24 osoby/km² (wśród 1310 gmin Owernii Chalus plasuje się na 691. miejscu pod względem liczby ludności, natomiast pod względem powierzchni na miejscu 938.).